# U Don't Have to Call
 (juin 2022).
Singles de Usher
U Got It Bad
(2001) U-Turn
(2002)
U Don't Have To Call est le quatrième officiel single de l'album d'Usher 8701. Il est produit par Pharrell Williams et son acolyte Chad Hugo.
Le videoclip est la suite directe de U Got It Bad où l'on voit à nouveau Chilli du groupe TLC sur une affiche publicitaire d'un bus et où figure également P. Diddy qui réveille Usher au début du clip par téléphone et se rejoignent à la fin du clip dans une grande tour futuriste.